# Алькояно
«Алькояно» (полное название — Спортивный клуб «Алькояно», исп. CD Alcoyano) — испанский футбольный клуб из города Алькой, провинции в Аликанте в автономном сообществе Валенсия. Клуб основан в 1929 году, домашние матчи проводит на стадионе «Эль Кольяо», вмещающем 5 000 зрителей. В Примере «Алькояно» провёл в общей сложности 4 сезона, последним из которых является сезон 1950/51. Лучший результат в чемпионатах Испании 10-е место в сезоне 1947/48.

## История
До появления «Алькояно», в городе Алькой уже существовала спортивная команда, а именно, боксёрский клуб «Депортиво Алькойано». В 1927 году его футбольное подразделение выиграло большое количество игр против крупных клубов, что привело к созданию футбольного клуба. «Алькояно» увидел свет в 1928 году после слияния двух городских любительских клубов, местных «Леванте» и «Расинг». Однако присоединился он к Королевской федерации футбола Испании только четыре года спустя.
В 1942 году клуб впервые в истории попал в Сегунду Б, продолжая в последующие годы держать уровень. Их дебют в более высшем дивизионе состоялся с домашним поражением 2:3 против «Реала Мурсия», которое в конечном итоге, забегая вперёд, привело к вылету. В том сезоне клуб набрал всего 8 очков и пропустил 28 голов в 14 играх, что является худшим результатом среди команд. Впервые в истории «Алькояно» достиг Ла Лиги, первого испанского дивизиона, в 1945 году, заняв первою строчку в Ла Лиге 2.
В сезоне 1947/48, Алькояно сохранил статус команды первого дивизиона (единственный раз в своей истории), и даже превзошёл «Реал Мадрид», который был в тот период не в лучшем состоянии. Данный сезон был лучшим в истории Алькояно — клуб занял 10 место в Ла Лиге.
В сезоне 1953/54, Алькояно впервые в своей истории был переведён в Терсеру. В сезоне 1954/55 клуб занял первое место в группе, но не смог вернуться в Сегунду Б.
Алькояно вернулся в третью категорию в сезоне 2004/05, тогда постоянно выходил в плей-офф по продвижению и постоянно терпел неудачу в повышении. В сезоне 2005/06 команда также хорошо выступила в Кубке Испании, обыграв «Мальорку» со счётом 4:1 и проиграв всего в один гол в матче 1/4 против «Атлетико Мадрид» (0:1).
В июне 2011 года, 42 года спустя, Алькояно наконец вернулся в Ла Лигу 2, заняв третье место в Сегунде Б и выбив в стыковых матчах «Реал Мадрид Кастилью», «Эйбар» и «Луго». Однако клуб провёл там всего один сезон.
1 августа 2014 года клуб имел статус «Sociedad Anónima Deportiva».
По итогам сезона 2018/19 клуб вылетел в Терсеру.
20 января 2021 года Алькояно сенсационно победил, обыграв дома в 1/16 действующего чемпиона Ла Лиги — «Реал Мадрида» в Кубке Испании 2020/21 со счётом 2:1.

## Сезоны по дивизионам
- Примера — 4 сезона
- Сегунда — 12 сезонов
- Сегунда B — 26 сезонов
- Терсера — 13 сезонов

## Достижения
- Сегунда
  - Победитель (3): 1944/45, 1946/47, 1949/50
- Сегунда B:
  - Победитель: 2008/09
- Терсера:
  - Победитель (5): 1954/55, 1956/57, 1966/67, 1981/82, 1996/97